# Future Soldier

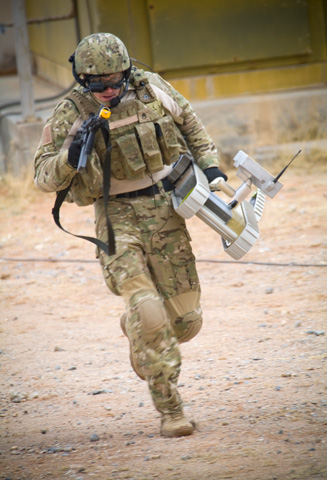
Future Force Warrior mit SUGV

Future Soldier ist ein Schlagwort, unter dem die Modernisierungsprogramme für die Infanterie ausgewählter NATO-Länder und ihrer Partner ablaufen, die sich in der NATO Land Capability Group 1 organisiert haben. Die NATO LCG 1 fungiert dabei als Knotenpunkt für den Informations- und Ideenaustausch und legt Standards fest, um die Interoperabilität zu gewährleisten. Während einzelne Länder ihrem Modernisierungsprogramm einen Namen geben – in Frankreich beispielsweise FÉLIN – ist das Programm auf NATO-Ebene namenlos. Häufig wird es als NATO Soldier Modernization, NATO Soldier Systems oder Future Soldier bezeichnet. Der letztere Name bezieht sich auf die Ausstellung und Konferenz Future Soldier, welche alle zwei Jahre von der NATO veranstaltet und zum Ideenaustausch zwischen Staaten und Industrie zu diesem Thema verwendet wird.

## Geschichte

### Die Anfänge
Obwohl sich die Kampfweise der Marine und Luftwaffe in den letzten Jahrzehnten gravierend geändert hat, blieb die Entwicklung beim Heer und besonders bei der Infanterie praktisch stehen. Während es für einen Kampfflugzeugpiloten einen Unterschied ausmacht, ob er in einer F-86 Sabre oder einer F-22 Raptor sitzt, haben Ausrüstungsunterschiede bei der Infanterie kaum Einfluss auf das Gefechtsergebnis. Erst Ende der 1980er Jahre erkannten die NATO- und ABCA-Staaten (America, Britain, Canada, Australia), dass es die Digitalisierung sowie immer kleinere Computer und elektromechanische Geräte auch der Infanterie erlauben würden, den technischen Fortschritt zu nutzen.
1984 wurde bei der British Army Equipment Exhibition in Aldershot erstmals ein Entwurf vorgestellt, wie der Infanterist der Zukunft aussehen könnte: Der Soldat sollte einen Integralhelm mit integriertem Nachtsichtgerät, Camcorder, Display und Laserentfernungsmesser tragen. Der Kampfanzug sollte aus atmungsaktivem Stoff bestehen, Schutz vor Witterungseinflüssen und NBC-Waffen bieten und eine elektrische Heizung besitzen. Die hohen, dicken Stiefel sollten vor kleinen Minen schützen. Als Waffe war eine Kombination aus Maschinengewehr und Granatwerfer angedacht, zusätzlich sollten noch zwei Raketenwerfer am Rucksack getragen werden. 1990 startete die US-Armee das Projekt SIPE (Soldier Integrated Protective Ensemble), um den Infanteristen mit Mikrophonen, Kopfhörern, Kommunikationssystemen, GPS und einem HMD auszurüsten, welches Bilder des Waffenwärmebildgerätes und Karten mit der eigenen Position darstellen sollte. Der Kampfanzug sollte mit einem Tragesystem und einer Mikroklimaanlage ausgestattet werden, welche kühle Luft durch eine Weste blasen sollte. Das M16A2 sollte perspektivisch mit einem Wärmebildgerät, Laserpointer und Richtmikrofon ausgerüstet werden.
Da andere NATO-Länder ähnliche Problemstellungen ausmachten und ebenfalls nach Lösungsansätzen suchten, wurde beschlossen, die Aktivitäten zusammenzuführen: 1994 unterzeichneten 14 NATO-Mitgliedsländer einen Vertrag und schufen damit die Land Group 3 / Working Group 3 (LG3/WG3). Gemäß dem neuen Ansatz sollte nicht mehr jeder Ausrüstungsgegenstand einzeln betrachtet und optimiert werden, sondern das System Soldat (engl. Soldier System) als Ganzes.

### Als NATO-Projekt
Die Experten der Working Group 3 einigten sich im Zeitraum von 1991 bis 1993 darauf, folgende Dinge am System Soldat zu optimieren: C4I (Command, Control, Computers, Communications, Information), Verwundbarkeit, Mobilität, Logistik und Waffeneffektivität. Weitere Konferenzen versuchten, gemeinsame Zielvorstellungen auszuarbeiten und Erfahrungen und Lösungsansätze auszutauschen. Von 1992 bis 1994 erarbeitete die NATO Industrial Advisory Group (NIAG) eine Machbarkeitsstudie für die Modernisierung der Infanterie (Pre-Feasibility Study Dismounted Soldier Modernization). Ab 1994 tagte die Working Group 3 „Soldier Modernization“ bis Oktober 2000. 2006 erfolgte dabei im Rahmen der Transformation die größte Veränderung, als die Land Group 1 Dismounted Soldier Systems gegründet wurde. Die vorherige Abteilung Land Group 3 Close Combat Infantry wurde aufgelöst, Topical Group 1, Small Arms Weapons und SG/1 Ammunition Interchangeability wurden in die Land Group 1 integriert. Kanonenwaffen wurden in Land Group 2 ausgelagert. Damit wurden alle Fragen zu Handfeuerwaffen in einer Gruppe zusammengelegt, um den Themenbereich effektiver bearbeiten zu können.
Der Fokus der NATO liegt dabei auf Standardisierung, Informationsaustausch und Grundlagenforschung. So wurde 1995 STANAG 2324 eingeführt, um eine einheitliche Montageschiene zu schaffen. Im Oktober 2003, 2004 und 2005 erfolgen in Italien, Deutschland und Frankreich Tests zur netzwerkzentrierten Kriegführung, dabei wurde der Lageaustausch über digitale Karten erprobt. Um den veralteten CRISAT-Standard zu ersetzen, wurde 2004 STANAG 4512 veröffentlicht. 2009 wiederum wurde mit dem STANAG 4694 die NATO Accessory Rail eingeführt, als Nachfolger der Picatinny-Schiene. Die Land Group 1 strebt auch die Standardisierung von Steckern an, 2010 wurde dazu die NATO Powered Rail vorgestellt. Auf den ersten Blick nicht von einer STANAG 2324 oder 4694-Schiene zu unterscheiden, enthält die Schiene integrierte Leitungen, um ähnlich einem USB-Stecker Strom und Daten übertragen zu können. Da alle Schienen einer Waffe untereinander und mit einer Stromquelle (bzw. einem Rechner) verbunden sind, benötigen Laser, Lampen usw. keine eigene Stromversorgung mehr. Die Schienen können dann auch Montageteile mit Schaltern aufnehmen, um Funktionen von Waffe, Anbaugeräten und Kampfanzug zu steuern. Das System ist zurzeit (1/2013) noch nicht standardisiert. Ferner wird die Standardisierung von Magazin, Mündungsgewinde, Mündungsfeuerdämpfer und Bajonetthalterung angestrebt.

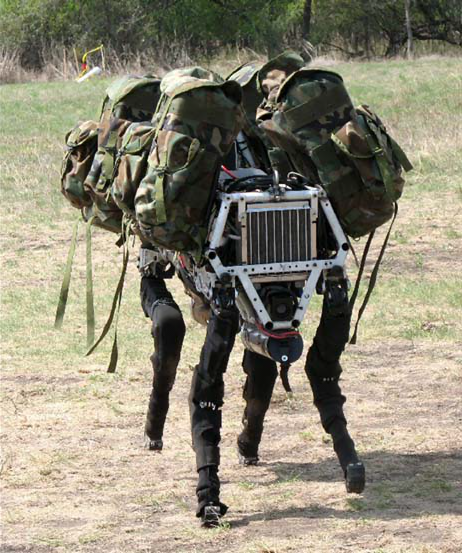
Ein Maultier für das Contubernium?

Aber auch zu den typischen Problemen und möglichen Lösungen unterhält die NATO Research and Technology Organisation eine Reihe von Workshops und Forschungsprojekten. 2001 wurde beispielsweise ein Workshop zum Thema Soldier Mobility veranstaltet, wo über innovative Tragesysteme und Exoskelette diskutiert wurde. Auf nationaler Ebene wird das Programm ebenfalls vorangetrieben. So veranstaltete die Defence Research and Development Canada (DRDC) im Jahr 2009 verschiedene, dreitägige Workshops zu den Themen Waffen, Energie, C4I und Human And Systems Integration. Die Workshops wurde von verschiedenen Experten der Rüstungsindustrie und Verteidigungsorganisationen besucht. Zu den Themenfeldern Waffen und Energie wurden Fragebögen ausgeteilt, auf denen die Teilnehmer bestimmte Technologien und ihre voraussichtliche Serienreife auswählen konnten, die sie für vielversprechend hielten. Auf die Erkenntnisse wird detailliert im Abschnitt „Technologien“ eingegangen.
Ein zentrales Problem ist dabei die Traglast des Soldaten: In der Antike musste ein griechischer Hoplit oder ein römischer Legionär etwa 15 kg mit sich herumtragen. Seit dem Krimkrieg stieg diese Last auf etwa 30–40 kg an. Der Grund lag darin, dass vor dem 18. Jahrhundert Teile der Ausrüstung von Hilfstruppen und Pferden mit dem Tross transportiert wurden. Seit dem 18. Jahrhundert wurde dieses Konzept fallen gelassen; Soldaten sollten nun während des Marsches ihre eigene Ausrüstung transportieren. Moderne Infanterie ist deshalb während des Marsches sehr schwer beladen. Aufgrund der Erfahrungen in Afghanistan wurde 2003 der Vorschlag aufgeworfen, Platoons und Gruppen unbemannte Bodensysteme zur Seite zu stellen, welche den eigenen Soldaten folgen und einen Teil der Ausrüstung tragen könnten. Exoskelette wurden ebenfalls als Lösung empfohlen. Das Konzept des Exoskelettanzuges ist heute akzeptiert und wird seinen Weg in die Truppe finden. Das „Mutterschiff“- oder „Mule“-Konzept, ein Fahrzeug oder Roboter mit Ausrüstung zu beladen und als mobile Nachschubbasis zu verwenden, wird von der DARPA zurzeit mit dem BigDog untersucht.

### Teilnehmende Länder
Das NATO Soldier Modernization Programm beschränkt sich nicht mehr nur auf die 14 Kernländer, welche 1994 eine Zusammenarbeit vereinbarten. Inzwischen sind 21 NATO-Länder Vollmitglieder in der Land Capability Group 1, dazu kommen sechs Partnerländer und Australien. Die NATO-Länder sind Belgien, Kanada, Tschechien, Dänemark, Frankreich, Griechenland, Deutschland, Ungarn, Italien, Niederlande, Norwegen, Portugal, Spanien, Türkei, Vereinigtes Königreich, USA, Finnland, Irland, Rumänien, Slowakei und Slowenien. Von den Nicht-NATO-Ländern beteiligen sich Australien, Schweden, Schweiz, Ukraine, Aserbaidschan und Österreich. Jedes dieser Länder unterhält ein eigenes Modernisierungsprogramm für die Infanterie. In Deutschland ist dies zum Beispiel der Infanterist der Zukunft, in den USA der Land Warrior, in Frankreich der FÉLIN. Finnland, Frankreich, Deutschland, Italien, Portugal, Spanien und Schweden starteten 2006 unter dem Dach der Europäischen Verteidigungsagentur (EDA) das Projekt Combat Equipment Dismounted Soldier System (CEDS), welches die Land Capability Group 1 ergänzt. Später stießen noch Österreich und Rumänien dazu.
Die Vorgehensweise der einzelnen Länder ist unterschiedlich: Frankreich und Deutschland beschäftigen sich mit konkreten Problemen und suchen hierfür Lösungen, sodass ein hoher Innovationszyklus erreicht wird, auch unter Inkaufnahme von Kinderkrankheiten. In Ländern wie Großbritannien und Kanada wird hauptsächlich Papier produziert, ohne dass der Truppe konkrete Systeme zufließen. Eine Besonderheit stellen die USA dar, welche zwischen Größenwahn und Detailverbesserungen schwanken: Einerseits wird Geld in visionäre Konzepte wie Exoskelette und Unsichtbarkeit investiert, andererseits kommen der Truppe regelmäßig Innovationen zugute. So wurden die ersten Komponenten des Land Warrior bereits vor 1999 getestet. Seitdem wurde das System immer weiter verbessert, 2007 eingestellt und seit 2008 weitergeführt. Um Entwicklungssprünge zu suggerieren, werden in unregelmäßigen Abständen neue Soldatensysteme wie Future Force Warrior, Ground Soldier System, Nett Warrior usw. angekündigt, die nach kurzer Zeit regelmäßig eingestellt oder umbenannt werden. De facto ist der Land Warrior das einzige Programm der US-Armee, welches in nennenswerter Stückzahl und Integration (SUGV, Stryker) vorhanden ist.
Bedingt durch die Breitenwirkung des Programms arbeiten auch Länder, welche nicht in das NATO-Programm eingebunden sind, an Soldatensystemen, meist mit ähnlicher Zielsetzung.

## Vorgehensweise
Da mit der Entwicklung von Soldatensystemen Neuland betreten wird, wird ein permanenter Evolutionsprozess angestrebt. In verschiedenen Konferenzen und Workshops werden Problemfelder identifiziert und dann Versuche und Experimente durchgeführt, um Lösungsansätze zu entwickeln. Ein Beispiel hierfür ist die Verteilung der Traglast eines Soldaten, die möglichst komfortabel und kräfteschonend sein sollte. Folglich wurden Untersuchungen über die maximale Last und Ausdauer bei verschiedenen Tragetechniken evaluiert (Rücken, Hüfte, Kopf usw.). Die Ergebnisse fließen dann in Tragesysteme für Soldaten ein. Die gleiche Vorgehensweise wird auch bei anderen Problemfeldern gewählt. Die Liste von optimierungsbedürftigen Dingen ist praktisch endlos, ebenso die Liste der möglichen Lösungen.
Um einen Vergleichsmaßstab zu haben, werden Kernfähigkeiten identifiziert und diesen Fähigkeitsstufen zugeordnet. Durch diese schematische Vorgehensweise können Fortschritte gut visualisiert und weitere, geplante Verbesserungen dargestellt werden. Dieser Maßstab unterscheidet sich von Land zu Land, der Nachfolgende wurde von der australischen Defence Science and Technology Organisation (DSTO) auf der Land Warfare Conference 2000 vorgestellt. Die sieben Kernfähigkeiten sind hier mit englischer Definition:
- Navigation – ”go to the right place at the right time”
  - N1 – Perfektes Navigationssystem
  - N2 – Meist zuverlässig, schwankt von Tag zu Tag, kaum Vorwissen erforderlich
  - N3 – Zuverlässig, wenn bedeutendes Wissen über die Gegend vorliegt
  - N4 – Benötigt gute Karten, Landschaftsmerkmale und Geländekenntnisse
- Kommunikation – “talk to the right people and be understood”
  - C1 – Perfekte geheime Kommunikation
  - C2 – Qualitative, hochwertige Kommunikation; benötigt fortschrittliche Technik zur Entdeckung und Störung
  - C3 – Maschinelle Fähigkeit mit geringer Kapazität und Sicherheit
  - C4 – Beschränkt auf das geschriebene und gesprochene Wort

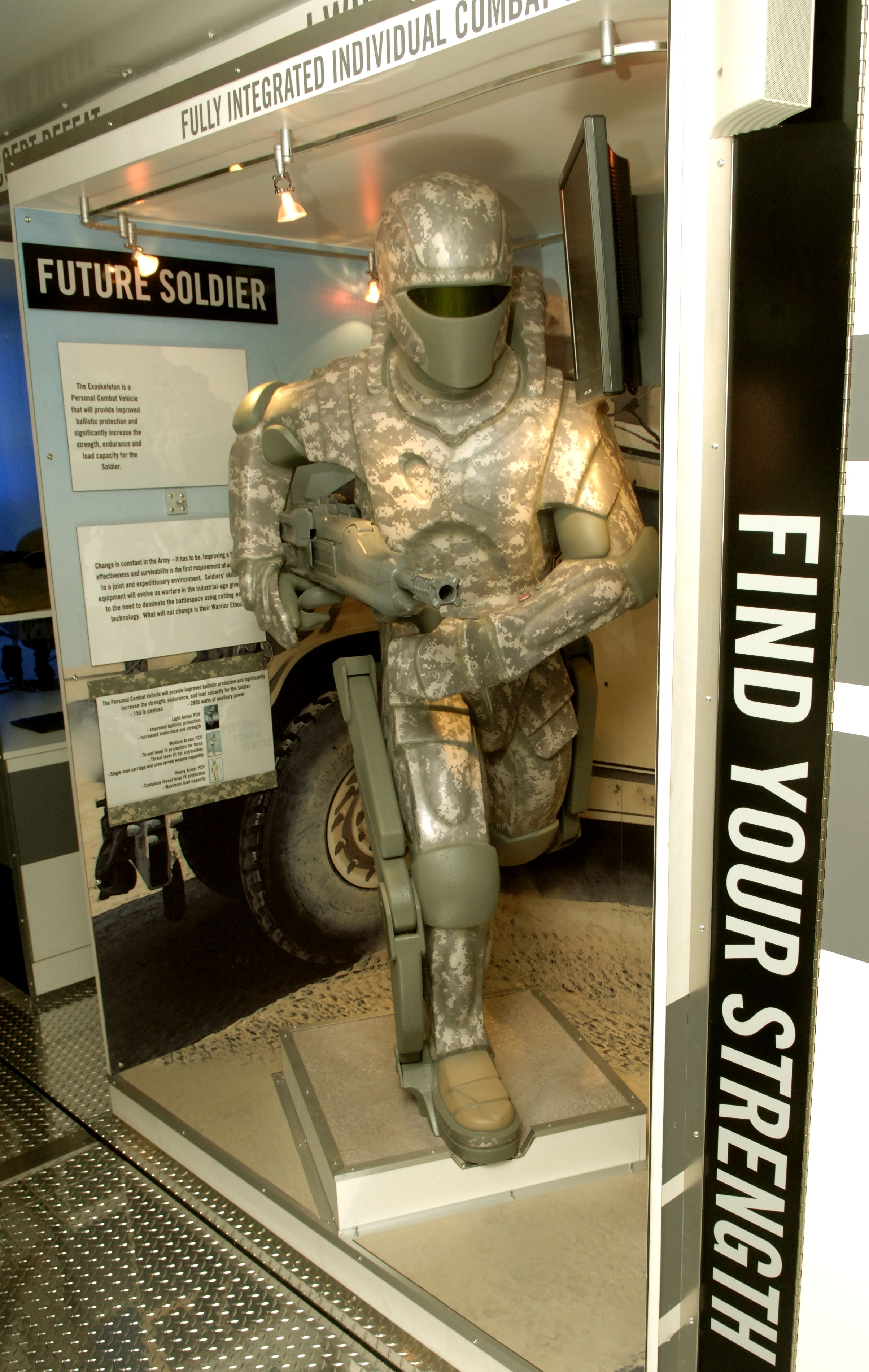
Konzept eines gepanzerten Exoskeletts

- Entscheidung – “decide and act on good information before the enemy does”
  - DM1 – Praktisch allwissend
  - DM2 – Gute Präsentation manipulierbarer Informationen, um eine informierte Entscheidung zu treffen
  - DM3 – Beschränkt maschinenbasiert, oder andere Hilfsmittel zur Informationsdarstellung
  - DM4 – Nur rudimentäre Informationen
- Überwachung – “see and not be seen”
  - SV1 – Praktisch allsehend
  - SV2 – Die Aufklärungsgeräte könnten durch Tarnung oder Umgebungsbedingungen überwunden werden
  - SV3 – Die Aufklärungsgeräte werden wahrscheinlich durch Tarnung oder Umgebungsbedingungen überwunden
  - SV4 – Tarnung oder Umgebungsbedingungen werden die Entdeckung meist verhindern
- Gefecht – “kill and not be killed”
  - E1 – Waffen treffen immer und können aus sicherer Position abgefeuert werden
  - E2 – Waffen sind zuverlässig, gute Wirkung und kaum Einsatzbeschränkungen.
  - E3 – Waffeneffektivität hängt stark von den Umgebungsbedingungen ab
  - E4 – Waffen haben nur beschränkte Effektivität und setzen den Anwender einem hohen Risiko aus
- Persönliche Bewegung – “move and be fit for action”
  - PM1 – Schnelle, präzise Bewegung, ohne dass die Kampfkraft darunter leidet
  - PM2 – Geringes, kurzzeitiges Nachlassen der Kampfkraft, was manche Handlungen verhindert
  - PM3 – Die meisten Handlungen werden verschlechtert
  - PM4 – Die Bewegung wird stark beschränkt
- Schutz – “act without being acted upon”
  - PR1 – praktisch unverwundbar
  - PR2 – Nur spezielle Systeme werden den Schutz überwinden
  - PR3 – Variabler Schutz gemäß den Umständen, viele Handlungen sind unsicher
  - PR4 – Der Soldat ist auf dem Gefechtsfeld hohen Gefahren ausgesetzt
- Erhaltung der Fähigkeiten – “keep going and only stop on your terms”
  - SS1 – geringe Notwendigkeit, zur Basis zurückzukehren oder Nachschub aufzunehmen
  - SS2 – Nur spezielle Gegenstände bzw. Handlungen kommen nicht ohne Unterstützung aus
  - SS3 – beschränkte Fähigkeit, unabhängig zu operieren
  - SS4 – sehr beschränkte Fähigkeit, fern von logistischer Unterstützung zu operieren

Die Fähigkeitstufe „4“ entspricht dabei einem Soldaten von 1990. Die Fähigkeitstufe „3“ wurde von diversen Soldatensystemen der ersten Generation etwa 2005 erreicht, die Fähigkeitstufe „2“ wird voraussichtlich um 2015 von Soldatensystemen der 2. Generation erreicht werden. Die DSTO hält es für unwahrscheinlich, dass die Fähigkeitstufe „1“ in naher Zukunft erreicht werden kann, auch weil sich Zielkonflikte ergeben (z. B. PR1 mit PM1).

## Technologien

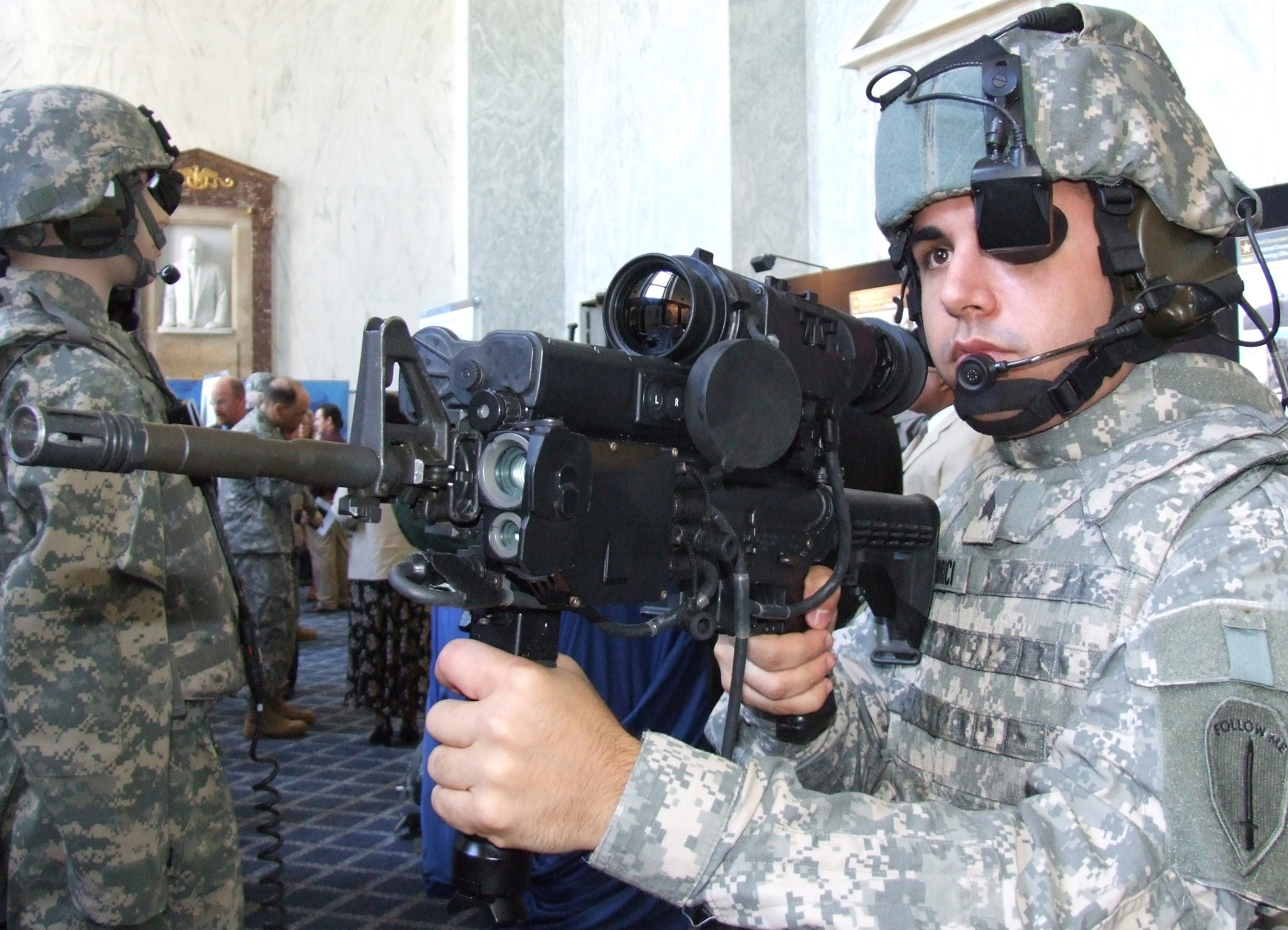
M4 mit zahlreichen Anbauteilen

Die Nutzung von Technologien in einem Soldatensystem erfolgt immer nach einem bestimmten Schema: Zuerst wird der Soldat mit einer Reihe von Geräten ausgerüstet, die ihm bestimmte Fähigkeiten verleihen sollen. Das System ist anfangs meist auf COTS-Komponenten aufgebaut und nicht integriert. Dadurch ergibt sich ein Sammelsurium an Gegenständen, Energiebedürfnissen, Datenprotokollen und Kommunikationstechniken, die zusammen zu einer sperrigen und schweren Ausrüstung führen. Im nächsten Schritt werden Einsatzerfahrungen eingearbeitet und diese Systeme so weit wie möglich in ein einziges System integriert. Bei modernen Tragesystemen (z. B. IdZ-ES, Land Warrior) konnte inzwischen ein hohes Maß an Integration erreicht werden. Problematisch ist vor allem die Waffe, da integrierte Lösungen wie die Daewoo K11 nicht weit verbreitet sind.

### Kommunikation und Energie
Zur Kommunikation sind alle Soldaten mit einem Headset ausgerüstet, das mit einem Rechner verbunden ist, der sich am Rücken des Soldaten befindet. Als Eingabe- und Ausgabegeräte zur Bedienung des Computers haben sich kleine, vor das Auge klappbare Displays und Schalter am Kampfanzug bewährt. Beim IdZ-ES kann das HMD auch halbtransparent geschaltet werden, um Karten oder Informationen (z. B. Heading) ins Sichtfeld zu überlagern. Manche Soldatensysteme verwenden auch smartphonegroße Displays an der Brust, welche zum Ansehen heruntergeklappt werden können. Teilweise werden von Gruppenführern noch gehärtete Tablet-Computer mit Berührungsbildschirm mitgeführt, um das Mäusekino bei längeren Kartenbetrachtungen zu vermeiden und um taktische Informationen besser auf der Karte ergänzen zu können.

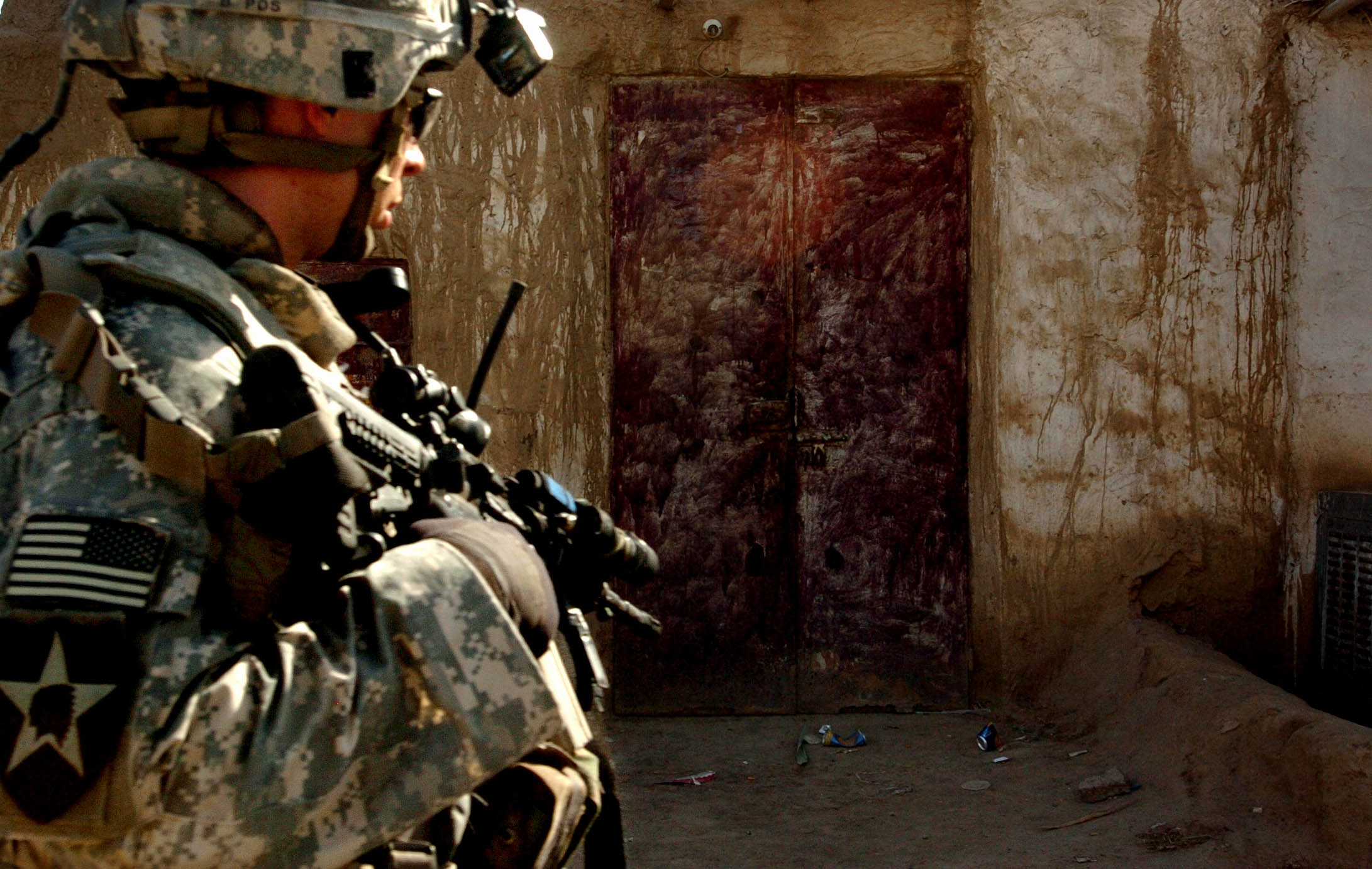
Land Warrior mit hochgeklapptem Bildschirm am Helm

Die taktische Karte stellt dabei die Position aller eigenen Einheiten in Echtzeit dar, entdeckte Gegner werden manuell ergänzt (engl.: blue force tracking and red force visualisation). Jeder Soldat ist dazu mit einem GPS ausgerüstet, um in offenem Gelände seine Position und die seiner Kameraden feststellen zu können. Die Herausforderung liegt hier darin, auch ohne GPS-Unterstützung eine zuverlässige Positionsbestimmung zu gewährleisten, besonders in Gebäuden, Höhlen oder Wäldern. Neben den bewährten Trägheitsnavigationssystemen kann dazu auch die Odometrie eingesetzt werden, was sich allerdings komplex gestaltet: So muss ein am Soldaten angebrachtes Pedometer während des GPS-Empfanges bestimmen, welche Schrittweite zu einer bestimmten Signalstärke gehört. Das Pedometer wird zusammen mit einem digitalen Kompass und Drei-Achsen-Beschleunigungssensoren zu einer anwendungsspezifischen integrierten Schaltung zusammengefasst. Der Vorteil gegenüber der Trägheitsnavigation ist hier, dass im Stand keine Zufallsbewegungen auftreten. Momentan wird über eine Kombination von Pedometer und Trägheitsnavigationssystem nachgedacht, um das Problem zu lösen.
Durch den zunehmenden Strombedarf des Soldaten für Rucksackcomputer und andere Systeme hat sich die Zahl der mitgeführten Batterien und Akkumulatoren pro Soldat drastisch auf ein nicht mehr tolerierbares Maß erhöht. Für einen 72-Stunden-Einsatz mit dem Land-Warrior-Kampfanzug benötigt eine Infanteriekompanie 5394 Batterien mit insgesamt 453 lbs Gewicht, zuzüglich 1216 Akkus mit einer Masse von 986 lbs. Ein durchschnittlicher Soldat muss 43 Batterien mit einem Gesamtgewicht von 10 lbs tragen. Um eine Gewichtskatastrophe zu vermeiden, wurden ab 2010 Gegenmaßnahmen eingeleitet. 2011 wurden während der Operation Enduring Freedom verschiedene Energiewandler getestet, wobei eine rollbare PV-Decke, Methanol- und Propan-Brennstoffzellen und ein Mini-Dieselgenerator (1 kW) am besten abschnitten, um die Akkus zu laden. Neue Ladegeräte wurden eingeführt, die 75 % leichter sind und nur die Hälfte der Ladestationen besitzen. Zusätzlich wurde das Soldier Wearable Integrated Power System (SWIPES) eingeführt: In den Kampfanzug wurde eine Conformal Battery integriert, welche über einen Verteiler AN/PRC-154, DAGR, Smartphone und einen USB-Anschluss mit Strom versorgt. Unterm Strich konnte so der Batterienachschub um 25 % und die Batteriemasse um 32 % reduziert werden.
Bei dem DRDC-Workshop im Jahr 2009 wurden Experten um ihre Meinung gebeten, welche Technologien in Zukunft verstärkt angegangen werden sollten. Die Bereiche „Standardisierung von Steckern“, „Power Management“ und „Elektrotextilen“ (Strom- und Datenleitung durch die Textilien) wurden am häufigsten genannt. Bei den Energiewandlern wurden Multi-Fuel-Brennstoffzellen und eine bessere Batterietechnik am häufigsten genannt. Nukleare und regenerative Systeme schnitten bei der Energiegewinnung am schlechtesten ab; die mechanische Energiegewinnung (mit Ausnahme der Handkurbel) lag hier deutlich vorne.

### Tarnung und Aufklärung

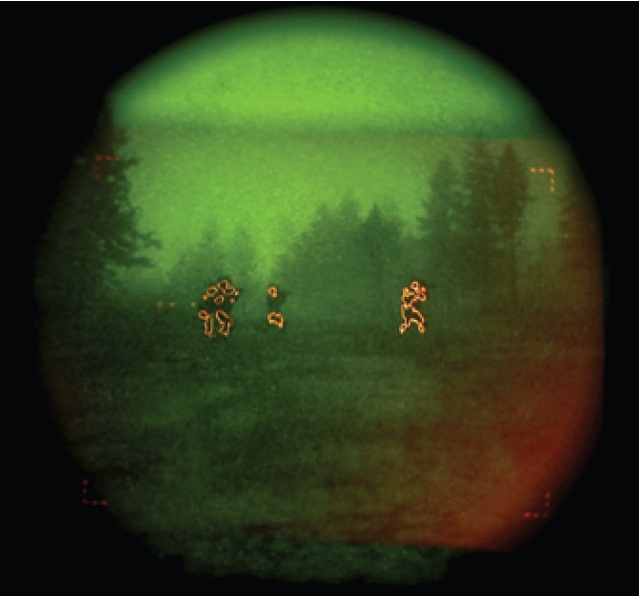
Fusioniertes Bild aus NIR und IIR

Die Tarnung von Soldaten im Gelände gegen optische Entdeckung ist heute bereits zufriedenstellend gelöst. Nur bei der US-Armee wird zurzeit ein neues Tarnmuster gesucht, um das Universal Camouflage Pattern (UCP) abzulösen. Als Übergangslösung wird hier Multicam eingesetzt. Manche Gelände mit abwechslungsreicher Bedeckung lassen auch eine adaptive Tarnung wünschenswert erscheinen, um Tarnmuster und -farbe dem Gelände anzupassen. Die Lösungsansätze konzentrieren sich hier auf OLEDs (Deutschland, Kanada, England) und TFTs (USA) oder Grundlagenforschung. Zur Tarnung gegen Nachtsichtgeräte, welche nahes Infrarot (NIR) verwenden, werden spezielle Fasern und Partikel in die Kampfanzüge eingearbeitet, um die Reflexionen zu unterdrücken. Die Infrarottarnung ist durch die Abwärme der Soldaten wesentlich herausfordernder. Hier werden in der Regel Metallfasern in den Anzug eingearbeitet und der Stoff dichter gewebt, um große, warme Flächen zu vermeiden beziehungsweise diese kälter erscheinen zu lassen. Da dies den Hitzestau fördert, müssen Mikroklimaanlagen (engl.: microclimate cooling, MCC) in den Anzug integriert werden. Theoretisch können auch Gesichtsmasken die IR-Signatur verringern, bedingt durch den Hitzestau ist dies jedoch nur für kalte Regionen zu empfehlen.
Da die Signatur moderner Kampfanzüge im nahen Infrarot (NIR) von der Umgebung praktisch nicht mehr unterscheidbar ist, sind reine Nachtsichtgeräte zunehmend wirkungslos. Moderne Systeme wie das AN/PSQ-20 ENVG der US-Armee oder das LUCIE IID IR des IdZ-ES fusionieren deshalb NIR und abbildendes Infrarot (IIR) in einem Bild, um den Kontrast zwischen Personen und Umgebung zu erhöhen. Ein weiterer Vorteil dieser sehr teuren Geräte ist auch, dass Nebel, Staub, Rauch und Mondschein die Sichtqualität weniger beeinflussen. Im reinen IIR-Modus kann das System auch tagsüber zur Zielsuche verwendet werden.

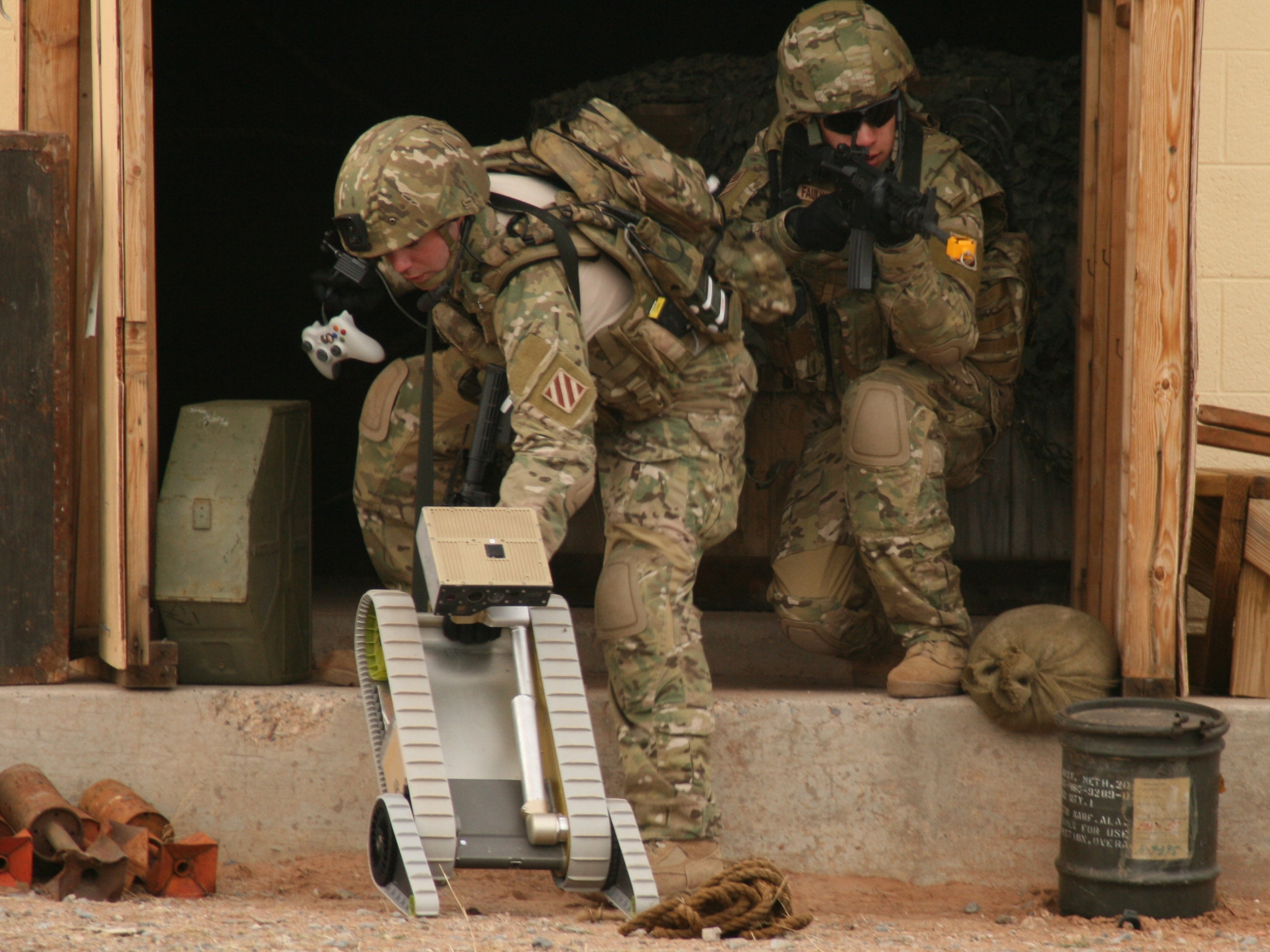
US-Soldaten mit dem XM1216 SUGV

Zur Zielsuche, -ortung und -identifizierung stehen neben Ferngläsern mit oder ohne Wärmebildgerät, E-Kompass und Laserentfernungsmesser die waffenmontierten Sichtsysteme zur Verfügung. Lediglich das FÉLIN besitzt eine in den Helm integrierte Tag-Nacht-Kamera. Um eigene Einheiten zu identifizieren, werden in Zukunft wahrscheinlich laserbasierte Freund-Feind-Systeme zum Einsatz kommen. Das Ziel wird dabei mit einem Laser angepingt (Request) und sendet mit einem Transponder über Funk eine Antwort. Eine Herausforderung besteht auch darin, den Gegner möglichst schnell zu lokalisieren, wenn Beschuss reinkommt. Besonders bei feindlichen Scharfschützen stellt dies ein Problem dar, da die Kampfentfernung und somit auch die Versteckmöglichkeiten recht groß sind. Die Lösung bestand darin, akustische Sensoren zur Zielortung zu verwenden. Geräte wie EARS von QinetiQ setzen ein Mikrofonarray auf die linke Schulter des Soldaten, ein Mini-Display lässt sich an das linke Handgelenk montieren. Bei Beschuss geben diese Geräte Heading, Elevation und Entfernung per Sprachausgabe aus. Durch die Verwendung von GPS kann die Position des feindlichen Schützen auf der taktischen Karte für alle sichtbar gemacht werden. Diese Systeme sind noch nicht integriert, arbeiten also unabhängig vom Rucksackcomputer.
Zur gefahrlosen Erkundung der Umgebung beschaffen Staaten kleine, unbemannte Systeme für ihre Soldaten. In der Regel sind dies ein fahrbarer Roboter für urbanes Umfeld oder Wälder und ein kleines Fluggerät für offenes Gelände. Die US-Armee beschafft hierfür eine PackBot-Variante von IRobot. Dieses System ist integriert, kann also mit dem Helmdisplay des Soldaten gesteuert werden. Andere Geräte wie die Drohne RQ-20 Puma, welche sich gegen die Honeywell RQ-16 durchsetzte, benötigen hingegen eine eigenständige Kontrollstation. Langfristig werden auch stationäre Sensoren zur Informationsgewinnung für die Truppe verwendet werden und entdeckte Ziele automatisch auf der taktischen Karte ergänzen. Im Vietnamkrieg wurde bereits das Remote Battlefield Sensor System von Spezialeinheiten eingesetzt; die Unattended Ground Sensors setzen diese Entwicklung fort.

### Waffen und Feuerunterstützung
Ein Hauptproblem moderner Infanteriegefechte ist die unzureichende Bewaffnung der Soldaten. Wie die NATO 2005 anmerkte, produziert die Rüstungsindustrie Infanteriewaffen, welche nur die Anforderungen des 20. Jahrhunderts erfüllen. Das Problem ist hinlänglich bekannt und liegt in der geringen Trefferquote von Sturmgewehren im Einsatz. Die Trefferquote von Sturmgewehren über der Kampfentfernung verläuft etwa folgendermaßen:
1. Die Eigenpräzision der Waffe garantiert eine Trefferquote von 100 % bis 300 m. Danach fällt sie langsam ab.
2. Die Trefferquote am Schießstand liegt bis etwa 100 m bei 100 %. Danach folgt ein S-förmiger Verlauf und ein Absinken auf null in etwa 800 Metern.
3. Unter Stress verläuft die Trefferquote gemäß einer 1/X-Funktion und liegt bei über 500 m bei fast null.

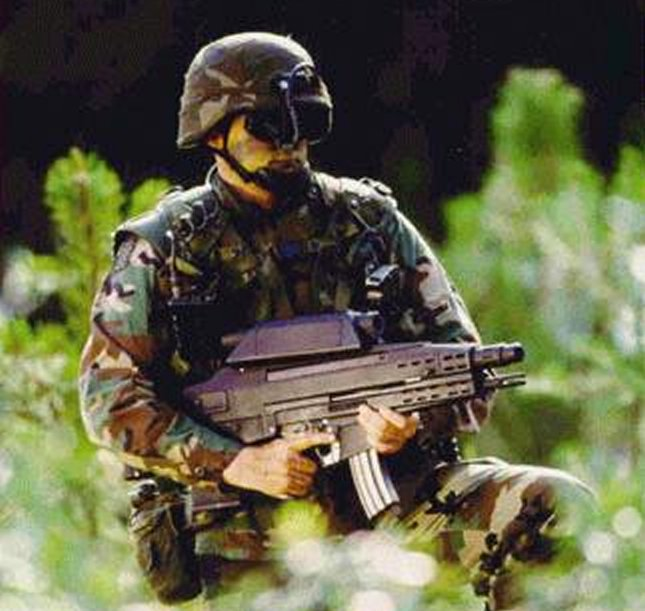
Land Warrior mit XM29

Da Treffer im Gefecht größtenteils stochastisch sind, wird eine enorme Munitionsmenge benötigt, um einen Gegner zu töten. So werden in Afghanistan im Schnitt 250.000 Schuss benötigt, um einen Taliban zu töten. Bei kürzeren Kampfentfernungen ist der Munitionsverbrauch immer noch gewaltig, so waren in Vietnam im Schnitt 50.000 Schuss für einen Gegner nötig. Im Gegensatz zu vielen Computerspielen und B-Movies liegt die Zukunft der Infanteriebewaffnung deshalb nicht beim Gaußgewehr, denn die Schwierigkeit besteht nicht darin, den Gegner zu töten, sondern ihn zu treffen. Um das Problem anzugehen, wurde 2009 auch hierzu ein Workshop von der DRDC veranstaltet. Die Experten konnten darüber abstimmen, welche Technologien ihrer Meinung nach in Zukunft verstärkt angegangen werden sollten. Bei den allgemeinen Fragen erreichten „Zielortung und Angriffsmöglichkeiten“ sowie „Sensorfusion“ die größte Zustimmung, abgeschlagen an dritter Stelle (von 14) lag die Freund-Feind-Erkennung. Bei der Waffentechnik erreichten „Standardisierte Power Rail“, „Intelligentes Energiemanagement“, „Autofire“, „Ballistikcomputer für Scharfschützen“, „Hülsenlose Munition“ und „Munition mit skalierbarem Effekt“ die besten Ergebnisse. Der Punkt „Gelenkte Munition“ erhielt von allen mittelfristig verfügbaren Technologien die höchste Zustimmung. Die Waffen der Zukunft werden daher sein:
- Sturmgewehre mit Autofire-Funktion, wie sie schon bei Kampfflugzeugen wie dem Eurofighter Typhoon eingesetzt wird. Dabei wird der Schuss automatisch gelöst, wenn sich ein Gegner in der vorausberechneten Flugbahn der Geschosse befindet. Dafür sind eine automatische Zielerfassung und -verfolgung sowie eine elektronische Auslösung des Schusses nötig (engl.: Automatic Target Cueing / Assisted Target Engagement, ATC/ATE). Durch eine intelligente Bildverarbeitung können auch einzelne Körperregionen des Ziels erkannt werden. Das ermöglicht es, die Waffe so zu programmieren, dass diese nur Kopfschüsse austeilt oder bei nicht-tödlichen Angriffen keine lebenswichtigen Körperregionen trifft. Perspektivisch wird diese Waffe kleine, elektronisch gezündete, hülsenlose Munition verschießen, um Gewicht und Rückstoß zu reduzieren. Die Trefferquote und ihr Verlauf über der Entfernung liegt bei einem ATC/ATE-Gewehr nur wenig unter der Eigenpräzision der Waffe.[34]
- Waffen mit programmierbarer Munition, zum Beispiel mit kleinen, luftzündenden Granaten. Auf diese Weise können auch Ziele hinter Deckungen und in Gebäuden bekämpft werden. Durch den Explosionsradius der Granate wird außerdem die Trefferquote erhöht, punktgenaues Zielen ist somit überflüssig. Hier gibt es bereits mit der XM29, der K11 und dem XM25-Granatwerfer funktionierende Systeme im Kaliber 20–25 mm. Das XM29 sollte dabei in das Land-Warrior-System integriert werden.[35] Denkbar sind auch halbautomatische Granatwerfer mit 40-mm-MV-Granaten, die zusammen mit einer Personal Defence Weapon in einem Gehäuse untergebracht sind. Durch die Integration von Subsystemen sind diese Waffen leichter als modifizierte Sturmgewehre. Das Daewoo K11 ist zum Beispiel leichter als ein M16-Sturmgewehr mit nachgerüstetem M203, Wärmebildgerät, Laserentfernungsmesser, Ballistikcomputer und elektronischem Kompass, wobei das modifizierte M16/M203 keine luftzündenden Granaten verschießen kann. Zurzeit (2013) ist nur das Daewoo K11 in Serienproduktion.

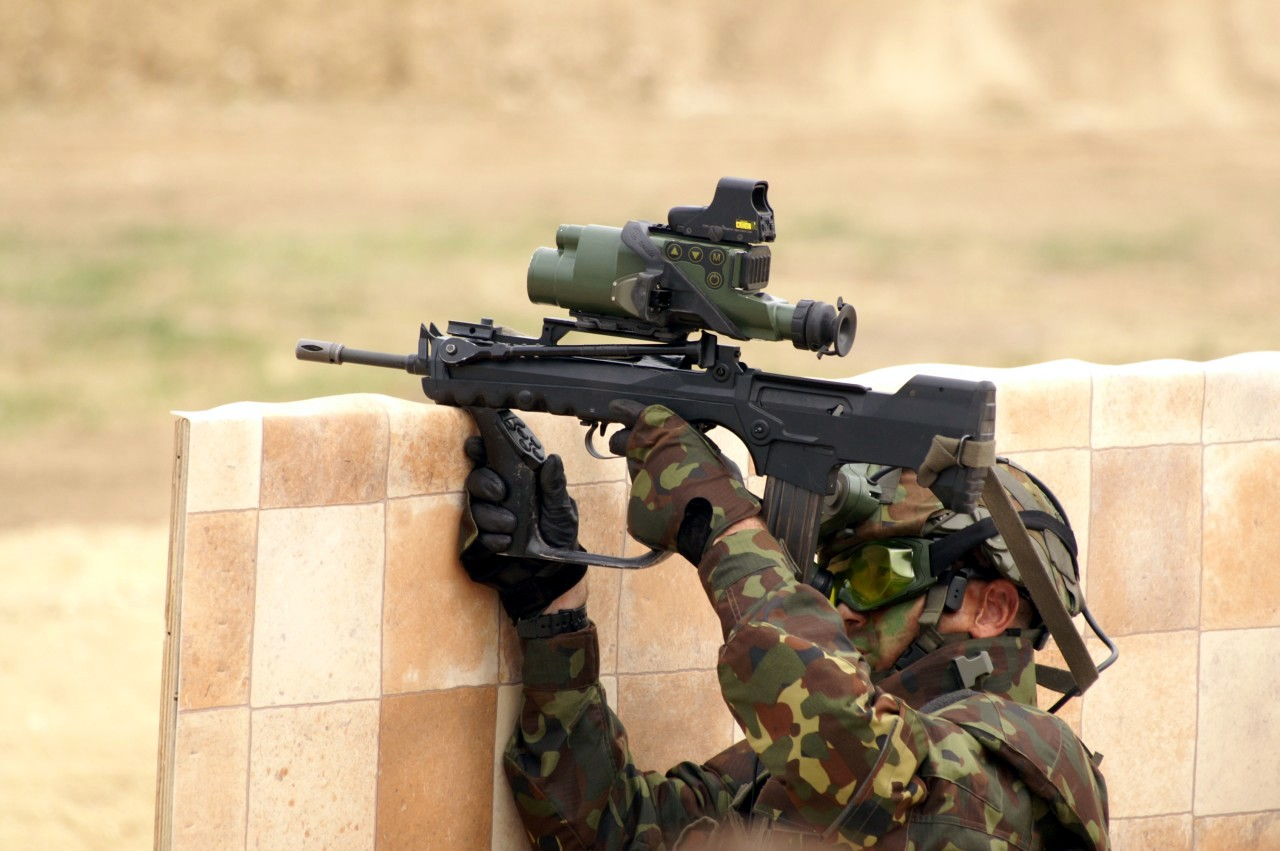
FAMAS-FELIN mit Tasten am vorderen Handgriff und Videovisier

- Die Technologie der gelenkten Munition wird den 40-mm-Granaten zugutekommen. Ziel ist hier, den Feuerkampf ohne Sichtverbindung zum Feind zu führen. Dazu soll der Lenkmechanismus einer M982 Excalibur-Granate für 40-mm-Munition herunterskaliert werden. Um auch bei unklarer Feindposition wirken zu können, sollen die 40-mm-Aufklärungsgranaten weiterentwickelt werden: Diese werden sehr steil über ein Zielgebiet geschossen und entfalten am Scheitelpunkt einen Fallschirm am Heck. Über die in der Nase eingebaute Kamera kann der Schütze nun das Gebiet beobachten, während die Granate langsam zu Boden fällt. In der modifizierten Ausführung wird am Heck ein Gleitsegel angebracht und zusätzlich eine Sprengladung integriert. Das Ziel kann dann durch Videotracking angesteuert werden.[33]

Momentan werden nur bereits existierende Sturmgewehre modifiziert, um das Situationsbewusstsein des Soldaten zu verbessern. Dazu werden meist Wärmebildgeräte und Videovisiere auf die Waffe montiert und Schalter zur Steuerung von Funktionen des Kampfanzuges (z. B. Push-to-talk-Tasten) eingebaut. Langfristig wird der Strom- und Datentransfer durch die Waffe standardisiert werden. Vorteil ist dabei auch, dass das Gewicht der Batterien in der Waffe günstiger untergebracht werden kann, um die Balance der Waffe zu verbessern. So arbeitete Heckler & Koch an einem G36-Entwurf mit Powered Rail, bei dem die Batterien in der Schulterstütze untergebracht sind.
Die Einbindung der Infanterie in das Konzept des Network-Centric Warfare entfaltet erst bei der Zusammenarbeit mit anderen Einheiten sein volles Potential: Mithilfe von Ausrüstungsgegenständen mit elektronischem Kompass, Elevationswinkelmesser und Laserentfernungsmesser (z. B. Vector IV, RangIR, XM29 usw.) können durch Lasern Ziele auf der taktischen Karte ergänzt und somit für jeden sichtbar gemacht werden. Dadurch wird zügig ein koordiniertes Vorgehen innerhalb der Gruppe und mit Feuerunterstützung möglich.

### Schutz und Mobilität

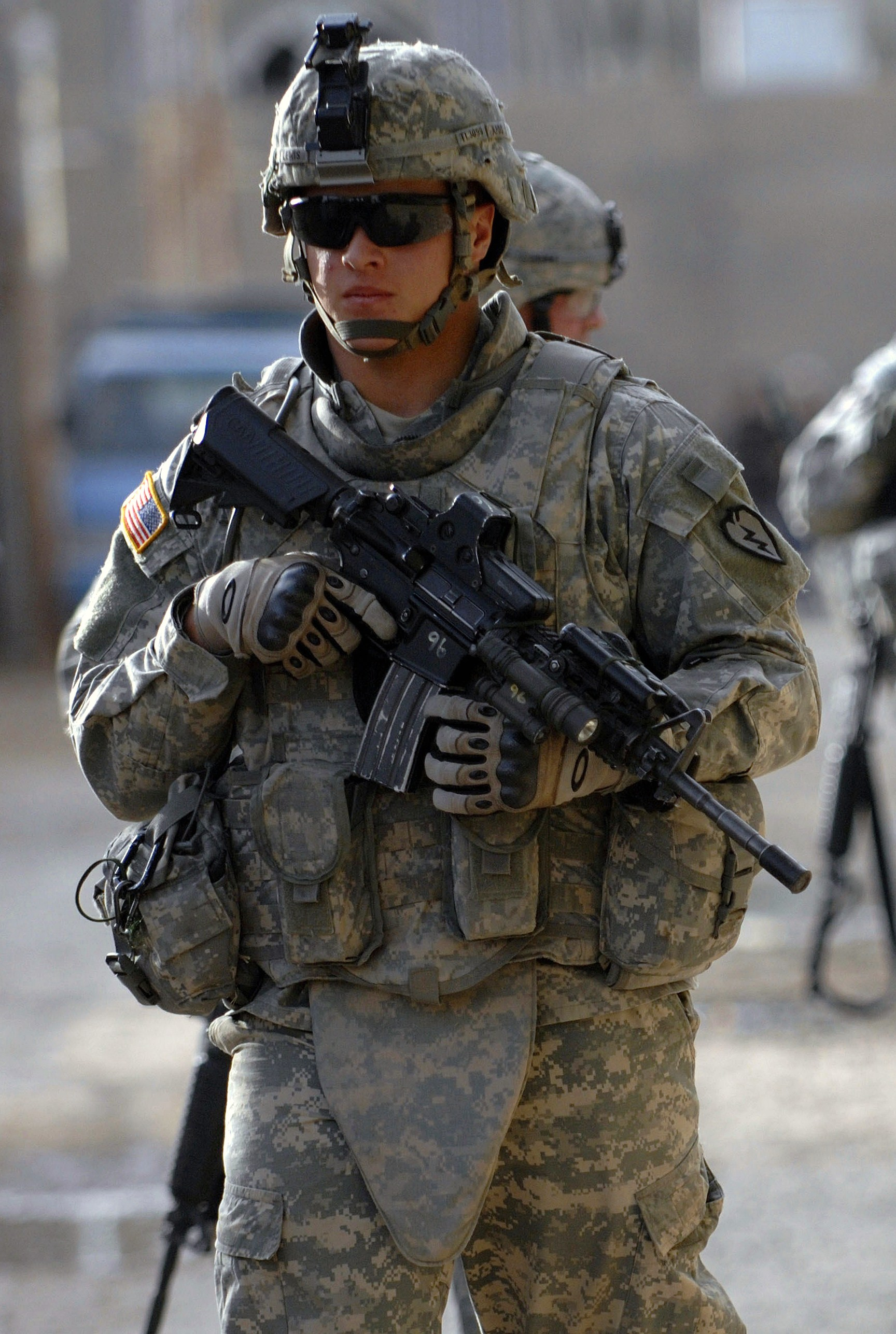
Moderne Schutzkleidung mit Weste, Splitterschutzkragen und Unterleibsschutz

Soldaten müssen während ihrer Einsätze nicht nur über das Headset mit ihren Teamkollegen und verbündeten Einheiten kommunizieren, sondern sollten auch Umgebungsgeräusche wahrnehmen. Das Headset wird deshalb meist mit einem Außenmikrophon kombiniert, um ein Communications and Hearing Protection Systems (C&HPSs) zu schaffen. Normale Außengeräusche unterhalb eines Schwellenwertes werden durchgelassen und im Kopfhörer abgespielt, zu laute Geräusche werden abgeblockt, um Gehörschäden zu vermeiden. Ein solches System war beispielsweise für den Future Force Warrior angedacht, und wurde später in den Land Warrior integriert. Das Problem wird gerne unterschätzt, aber im Haushaltsjahr 2009 wurden in den USA etwa 570.000 Veteranen wegen Hörverlustes und 640.000 wegen Tinnitus auf Staatskosten behandelt, was fast 1,5 Milliarden US-Dollar kostete.
Bei der klassischen Körperpanzerung sind in Zukunft laut einer Studie der RAND Corporation von 2011 kaum Fortschritte zu erwarten. Alle Körperpanzerung basiert heute auf Keramikeinlagen aus Borcarbid oder Siliciumcarbid, welche entweder heißgepresst oder gesintert werden. Um den Falltest zu bestehen, werden die Keramiken in Verbundwerkstoff fixiert. Hinter der Keramikschicht befindet sich eine Schicht aus ballistischen Fasern, die die Energie des Projektils absorbieren sollen. Dafür kommen Aramide oder UHMWPE infrage. Mangels naheliegender Verbesserungsmöglichkeiten wird versucht, die Anordnung, Dicke und Traglast zu optimieren. Die Körperpanzerung bietet dabei im Brustbereich Schutz vor Gewehrmunition (SK4/Level IV), der Unterleibsschutz kann in der Regel Munition aus (Maschinen-)Pistolen und Splitter abwehren (SK1/Level IIIA). Teilweise werden auch noch die Extremitäten mit Schutzausrüstung versehen, allerdings sinkt die Fitness dadurch überproportional ab, und die Biomechanik ändert sich. Die meisten Kampfanzüge schützen deshalb nur den Torso; zusätzlich zum Helm und Splitterschutzkragen.

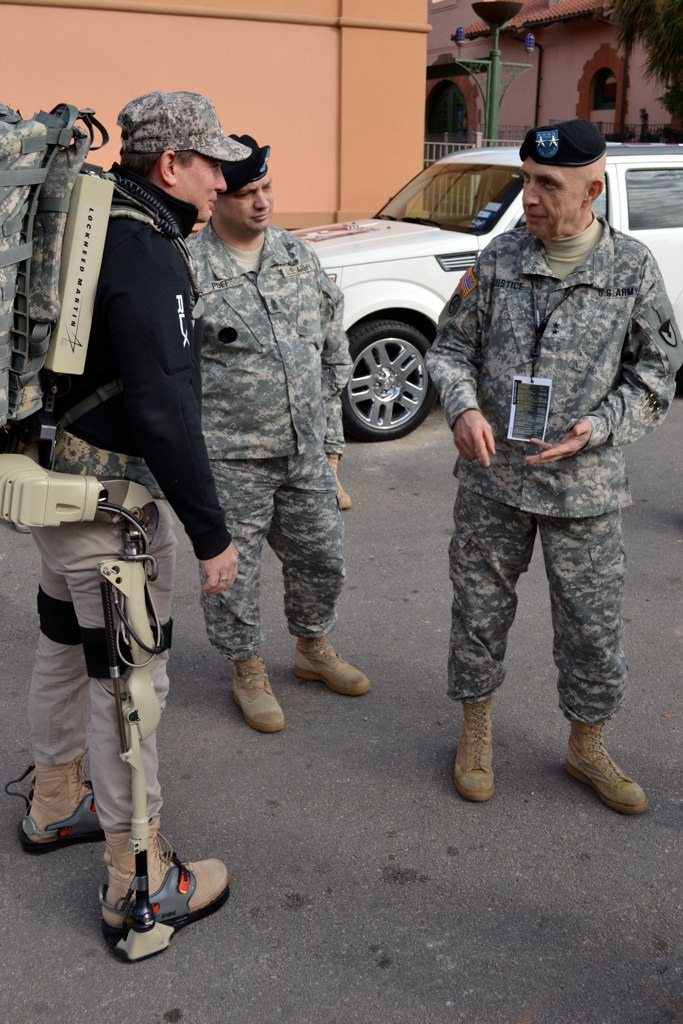
Tester mit HULC am RDECOM

Da die Körperpanzerung mit etwa 15 kg einen Großteil des Tragegewichtes ausmacht und zusätzlich der Rechner im Rücken, Batterien und Kommunikationsausrüstung sowie Ersatzmunition am Körper getragen werden, spielt die Krafteinleitung in den Körper eine große Rolle. Moderne Systeme verwenden deshalb spezielle Tragegestelle mit Bauchgurt, um die Last angenehmer zu verteilen. Da das Marschieren mit voller Ausrüstung in heißen Weltgegenden an den Kräften zehrt, wurde bereits 1990 von der US-Armee im Projekt SIPE eine Mikroklimaanlage im Kampfanzug gefordert, welche kühle Luft durch eine Weste blasen sollte. Das Prinzip konnte erstmals mit dem IdZ-ES umgesetzt werden, um einen Hitzestau zu vermeiden. Dabei wird über Kanäle Luft in Zonen geblasen, die eine besonders starke Schweiß- und Hitzeentwicklung generieren, um die Verdunstung zu fördern. Um die notwendige Flüssigkeitszufuhr zu gewährleisten, egal ob mit oder ohne Mikroklimaanlage, sind die meisten Kampfanzüge mit einem Trinksystem ausgerüstet.
Prinzipiell kann die Mobilität eines Soldaten kaum gesteigert werden, da diese physiologisch beschränkt ist. Nur durch die Gewichtsreduzierung der Ausrüstung ließe sich hier nachhaltig eine Verbesserung erzielen, allerdings nur auf Kosten der Kampfkraft (Panzerung, Munition, usw.). Die NATO listet drei Möglichkeiten auf, die Leistungsfähigkeit von Menschen zu steigern (engl.: Human Performance Enhancement, HPE): natürlich (Training, Ernährung), synthetisch (Arzneistoffe) und technisch (z. B. Exoskelette). Dabei wird befürchtet, dass andere Länder HPE-Techniken erforschen und nutzen werden, ohne sich durch ethische oder gesundheitliche Bedenken aufhalten zu lassen. Auf einer Tagung der NATO RTO 2009 wurde verlangt, neue HPE-Techniken im Auge zu behalten, aber auch erwähnt, dass die Entwicklungen für die Öffentlichkeit transparent gestaltet werden müssen.
Die Forschungen der NATO konzentrieren sich auf das Exoskelett, vor allem für die unteren Extremitäten, um die Tragfähigkeit von Soldaten zu erhöhen. Die DARPA vergab dazu im Jahr 2000 an das Berkeley Robotics and Human Engineering Laboratory einen Forschungsauftrag, aus dem das Berkeley Lower Extremity Exoskeleton (BLEEX) hervorging. 2009 lizenzierte Lockheed Martin das Exoskelett und vermarktet es seitdem als Human Universal Load Carrier (HULC). Das System arbeitet hydraulisch und batteriebetrieben, zur Gewichtsreduzierung sind die Komponenten aus einer Titanlegierung gefertigt. Die Reichweite fällt mit 20 km bei 4 km/h noch bescheiden aus, allerdings sind Sprints mit 10 mph (16 km/h) möglich und eine maximale Traglast von 200 lbs (ca. 90 kg). Das System wiegt 20 kg ohne Batterien. Langfristig soll das Exoskelett durch eine Brennstoffzelle versorgt werden, um 72-Stunden-Einsätze zu ermöglichen. Die französische Direction générale de l’armement vergab im Jahr 2010 einen Zwei-Millionen-Auftrag an die Firma RB3D, um ein Exoskelett für die Truppe zu entwickeln. Das System sollte 2015 serienreif sein.
Von der NATO RTO wurde 2011 auch ein sogenanntes Dermoskelett darauf untersucht, ob es die Ausdauer von Soldaten steigern kann. Dabei handelt es sich um ein Gerät, das an Ober- und Unterschenkel befestigt wird und das Beugen des Knies durch einen Servo unterstützt. Die Versuche waren vielversprechend, allerdings sind noch weitere Untersuchungen notwendig, um genauere Daten zu bekommen.

## Rezeption und Simulation

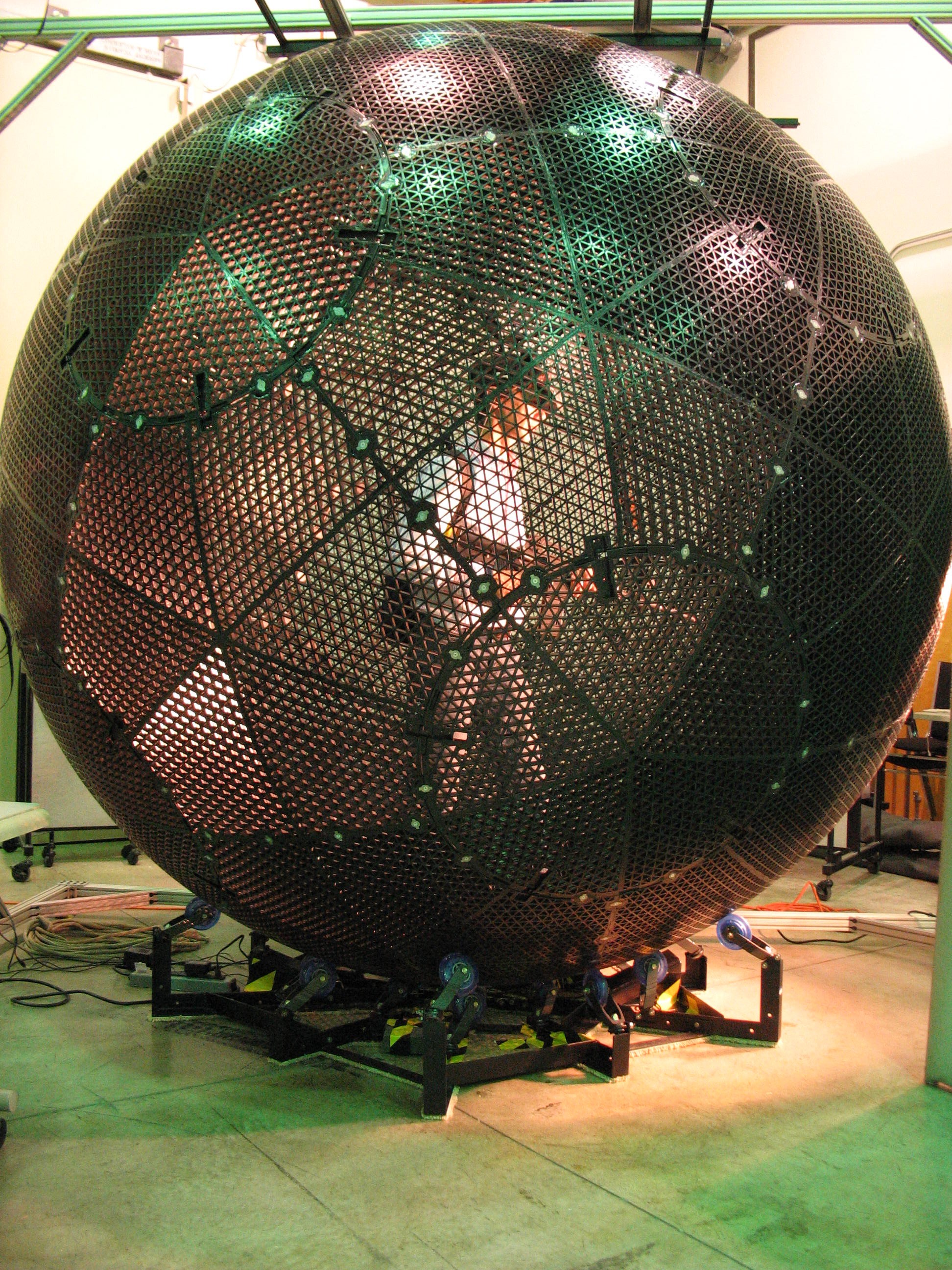
Proband mit Videobrille und Sturmgewehr in der Virtusphere

Obwohl einzelne Entwicklungen wie der Infanterist der Zukunft oder BigDog inzwischen einer breiten Öffentlichkeit bekannt sind, ist das dahinter stehende NATO Soldier Modernization Programm vergleichsweise unbekannt. Die größte Popularität erlangte das NATO-Programm durch diverse Computerspiele, deren Entwickler meist beim United States Army Soldier Systems Center Inspiration suchten und Jean-Louis „Dutch“ DeGay fanden. Dieser arbeitet bei den Natick Army Labs unter anderem im Bereich der optischen Tarnung an dem Traum, Soldaten durch Nanotechnologie (genauer: Metamaterial) unsichtbar zu machen. Die Vision floss dann in neuere Computerspiele der Ghost-Recon- oder Crysis-Serie ein. Andere Entwicklungen wie Act of War: High Treason thematisieren zwar einzelne Systeme wie Future Force Warrior, XM307 oder XM109, haben aber sonst keinen Bezug zum militärisch-industriellen Komplex.
Ein positiver Nebeneffekt der Ego-Shooter-Entwicklung ist die stets verbesserte Grafik-Engine. Moderne Simulatoren für die Infanterie greifen auf diese zurück, zum Beispiel um Gefechtsszenarien zu üben oder neue Waffenfunktionen oder -designs zu testen. Die Simulationsumgebung reicht vom Desktop-PC, um die Auswirkungen einer Freund-Feind-Kennung zu testen, über CAVE für stationäre Gefechtssimulationen bis hin zu riesigen leeren Hallen, wo sich alle Teilnehmer mit Videobrillen in einer virtuellen Umgebung bewegen können. Um noch raumgreifendere Gefechtsoperationen simulieren zu können, entwickelte das Mounted Warfare TestBed die Virtusphere. In ihr kann ein Soldat mit Videobrille wie in einem Hamsterrad beliebig weit laufen.
Die verwendeten Grafik-Engines gehen dabei mit der Zeit. So setzte die Defence Research and Development Canada die Grafikengines von Unreal Tournament 2004, Unreal Tournament 3, Virtual Battlespace 2 (Militärvariante von Arma: Armed Assault), Arma 2 und Far Cry 2 ein. Die US-Army setzt dafür unter anderem die CryEngine 3 ein.